# Nathaniel Lee
Nathaniel Lee, född omkring 1653, död den 6 maj 1692 i London, var en engelsk dramatiker.
Lee biträdde John Dryden med författande av några dramer och skrev själv elva tragedier (utgivna i 2 band 1692), bland vilka kan nämnas The rival queens, or Alexander the great (1677) och Theodosius (1680). Han ville återuppliva William Shakespeares och Christopher Marlowes anda i dramat.